# What Was I Made For?
What Was I Made For? (en français « Pourquoi ai-je été conçue ? ») est une chanson de la chanteuse américaine Billie Eilish créée pour la bande originale du film Barbie en 2023. Présente sur Barbie: The Album, la chanson est sortie sur le label Atlantic, Darkroom et Interscope le 13 juillet 2023, en tant que quatrième single. Elle vaut en mars 2024 à ses auteurs, Billie Eilish et son frère Finneas O'Connell, l'Oscar de la meilleure chanson originale.   

## Contexte et version
Dans une interview avec le Time, en début juillet 2023, Mark Ronson, étant le producteur musical de la prochaine bande originale de Barbie, a annoncé qu'il y avait plus d'invités surprises sur la bande originale que ce qui avait été révélé à l'époque, décrivant l'artiste comme ayant un « lien très personnel et idiosyncratique avec Barbie ». Cependant, il a ignoré la question de savoir si Billie Eilish allait en faire partie. Billie Eilish avait déjà suscité des spéculations sur une éventuelle apparition lorsqu'elle avait publié une photo d'une enseigne lumineuse Barbie sur un de ses réseaux sociaux le 27 juin de la même année.
Le 6 juillet 2023, Billie Eilish annonça le single sur ses réseaux sociaux. Dans une annonce suivante, elle a déclaré que la chanson «signifie la valeur absolue» du Monde, selon ses dires. La chanteuse espérait que le morceau «bouleverserait les vies» et a dit à ses fans d'«amener leurs mouchoirs». Un extrait du single est apparu dans une bande-annonce du film le 10 juillet 2023. Billie Eilish a également teasé le single et le clip sur les réseaux le 12 juillet. La chanson est ensuite sorti le jour suivant, le 13 Juillet.

## Production
Pour la chanson, Eilish a de nouveau fait équipe avec son frère et collaborateur de longue date Finneas O'Connell. Le processus d'écriture des chansons a commencé avec la réalisatrice du film Greta Gerwig (Les Filles du Docteur March; Lady Bird) montrant à Eilish et O'Connell un premier montage du film chez les studios Warner Bros.. Dans une interview avec Billboard, Eilish a déclaré que le single était la première chanson qu'elle ainsi que O'Connell avaient écrit après une période prolongée de manque d'inspiration (dit syndrome de la page blanche).

« Je n'ai pas pensé à ma propre personne une seule fois au cours du processus d'écriture. J'ai été simplement inspirée de ce film, de ce personnage et de cette façon dont je pensais qu'elle se sentirait, et j'ai écrit à partir de mon ressenti. Et puis, au cours des deux jours suivants, je me suis remise en question sur la façon dont j'avais pu faire cela... honnêtement, je ne veux pas que cela paraisse prétentieux, mais je fais cette chose où je ne sais même pas ce qu'elles sont... comme si j'écrivais pour moi-même et que je n'étais même pas au courant de ce qui se passait. »

— Billie Eilish, sur le mécanisme d'écriture de la chanson What Was I Made For ?.

## Réception et critique
Écrivant pour Stereogum, le journaliste musical Tom Breihan a noté des métaphores dans les paroles qui sont parallèles à la métaphore de Barbie et a comparé la chanson à Happier Than Ever, mais a déploré que l'« on dirait qu'elle se dirige vers une grande finale cathartique, mais que cette finale est inatteignable ». Jon Mendelsohn d’American Songwriter a qualifié le refrain de « mélancolique mais optimiste ». Walden Green de The Fader considérait la chanson comme un « commentaire sournois sur les pop stars « créées » au profit des maisons de disques ».

## Clip musical
Le clip de What Was I Made For? est sorti en même temps que le single, le 13 juillet 2023. Dans la vidéo, réalisée par Billie Eilish elle-même, elle incarne une jeune femme vêtue d'une tenue inspirée de Barbie, s'asseyant à un bureau isolé et commençant à jouer avec une poignée de vêtements de la taille d'une poupée (étant des répliques des apparats les plus iconiques portés par Billie Eilish). Un tremblement de terre et des épisodes de pluie et de vent renversent à plusieurs reprises les vêtements jusqu'à ce que la femme finisse par remballer les morceaux et quitte la pièce. Dans W, Matthew Velasco a interprété le clip comme «la façon d'Eilish de nous dire qu'elle en a fini avec son look baggy signature» et que « cela ressemble au début d'une nouvelle ère pour Eilish».

## Crédits
Tous les crédits sont adaptés des notes de la pochette du CD de Barbie : l'album.
- Billie Eilish O'Connell - auteur-compositeur, production vocale, ingénierie, chant, synthés
- Finneas O'Connell - auteur-compositeur, producteur, ingénierie, piano, synthés, basse électrique, percussions, arrangement vocal
- Mark Ronson – production supplémentaire, arrangement orchestral
- Andrew Wyatt – production supplémentaire, arrangement orchestral
- Rob Kinelski – mixage
- Eli Heisler – assistant mixage

## Classement
| Classement (2023)                       | Meilleure position |
| --------------------------------------- | ------------------ |
| Australie (ARIA)                        | 1                  |
| Autriche (Ö3 Austria Top 40)            | 3                  |
| Belgique (Flandre Ultratop 50 Singles)  | 22                 |
| Belgique (Wallonie Ultratop 50 Singles) | 35                 |
| Canada (Hot 100)                        | 10                 |
| Croatie (HRT)                           | 64                 |
| Tchéquie (IFPI Singles Digitál)         | 6                  |
| Danemark (Tracklisten)                  | 13                 |
| Finlande (Suomen virallinen lista)      | 15                 |
| France (SNEP)                           | 25                 |
| Allemagne (Media Control AG)            | 9                  |
| Grèce International (IFPI)              | 7                  |
| Grèce International (IFPI)              | 7                  |
| Hong Kong (Billboard)                   | 25                 |
| Hongrie (Rádiós Top 40)                 | 15                 |
| Islande (Plötutíðindi)                  | 8                  |
| Irlande (Irish Singles Chart)           | 1                  |
| Italie (FIMI)                           | 61                 |
| Japon Hot Overseas (Billboard Japan)    | 8                  |
| Lettonie (EHR)                          | 33                 |
| Lettonie (LAIPA (en))                   | 9                  |
| Lituanie (AGATA)                        | 12                 |
| Luxembourg (Billboard)                  | 3                  |
| Malaisie (Billboard)                    | 3                  |
| Malaisie International (RIM)            | 2                  |
| Pays-Bas (Nederlandse Top 40)           | 16                 |
| Pays-Bas (Single Top 100)               | 5                  |
| Nouvelle-Zélande (Recorded Music NZ)    | 2                  |
| Norvège (VG-lista)                      | 4                  |
| Philippines (Billboard)                 | 7                  |
| Pologne (Polish Streaming Top 100)      | 16                 |
| Portugal (AFP)                          | 18                 |
| Singapour (RIAS)                        | 3                  |
| Slovaquie (IFPI Singles Digitál)        | 6                  |
| Afrique du Sud (Billboard)              | 17                 |
| Corée du Sud BGM (Circle)               | 23                 |
| Corée du Sud Download (Circle)          | 137                |
| Suède (Sverigetopplistan)               | 5                  |
| Suisse (Schweizer Hitparade)            | 1                  |
| Royaume-Uni (UK Singles Chart)          | 1                  |
| États-Unis (Hot 100)                    | 14                 |
| États-Unis (Adult Pop Songs)            | 30                 |
| États-Unis (Hot Rock Songs)             | 1                  |
| États-Unis (Pop Airplay)                | 27                 |
| Vietnam (Vietnam Hot 100)               | 75                 |

## Certifications
| Région                                                                     | Certification | Ventes/Streams |
| -------------------------------------------------------------------------- | ------------- | -------------- |
| Canada (Music Canada)                                                      | Or            | 5 000^         |
| xNon précisé par la certification ‡ventes/streaming selon la certification |               |                |

## Historique des versions
| Région      | Date            | Format(s)                    | Étiquettes) | Ref.   |
| ----------- | --------------- | ---------------------------- | ----------- | ------ |
| Divers      | 13 juillet 2023 |                              |             | [ 61 ] |
| Italie      | 17 juillet 2023 | Diffusion radio              | Universel   | [ 62 ] |
| États-Unis  | 1 août 2023     | Radio à succès contemporaine |             | [ 63 ] |
| Royaume-Uni | 17 août 2023    | Cassette                     |             | [ 64 ] |

## Distinctions

### Récompenses
- Golden Globes 2024 : meilleure chanson originale
- Oscars 2024 : Meilleure chanson originale